# Bianco (isola)
Bianco (in croato Bili Školj) è uno scoglio disabitato della Croazia, situato lungo la costa occidentale dell'Istria, a nord del canale di Leme.
Amministrativamente appartiene al comune di Fontane, nella regione istriana.

## Geografia
Bianco si trova poco a nordovest di punta Calva o punta Col Nudo (rt Goli vrh), a ovest dell'insenatura di valle Sabbioni (rt Pod Sabljun) e a sud di punta Grossa (Debeli rt). Nel punto più ravvicinato, dista 390 m dalla terraferma (sudest di punta Grossa).
Bianco è un piccolo scoglio ovale, orientato in direzione nordovest-sudest, che misura 70 m di lunghezza e 50 m di larghezza massima e ha una superficie di 1784 m².

### Isole adiacenti
- Pietra di Mezzo[1], piccolo scoglio situato 135 m a sudovest di Bianco. (45°11′31.3″N 13°34′38.6″E)
- Scoglio dei Diamanti[1], piccolo scoglio situato nei pressi di punta Grossa, collegato alla terraferma da un pontile, che dista da Bianco 300 m. (45°11′45″N 13°34′48.7″E)
- Scoglio Santa Brigida (Fržital), isolotto situato 235 m a sudovest di Bianco.
- Orada o Orata (hrid Orada), scoglio situato 540 m circa a nordovest di Bianco.
- Altese (Altijež), scoglio situato 910 m a nordovest di Bianco.

### Cartografia
- (HR) Mappa topografica della Croazia 1:25000, su preglednik.arkod.hr.